# قانون الغاب (مسلسل)
قانون الغاب مسلسل درامي سوري قصة وسيناريو وحوار هاني السعدي  عرض عام 1996 

## قصة العمل
مسلسل درامي تدور قصته حول صراع الحياة بين القوي والضعيف سلطة المال الفساد وعلاقات الحب التي لا تكتمل بسبب قسوة الظروف وعندما يضيع القانون والأمن لا بد لقانون الغاب أن يسود

## طاقم العمل

### أبطال الحارة
- رفيق سبيعي
- نجاح حفيظ
- نورمان أسعد [6]
- هيثم جبر
- أدهم الملا
- فراس إبراهيم
- رنا جمول
- نور أيوبي (الطفل)

### أبطال الشركة
- سلوم حداد [7]
- عدنان حبال
- محمود جركس
- توفيق إسكندر
- نهاد إبراهيم
- عارف الطويل ( بدور بشار) [8]
- هاني السعدي ( بدور معتز)

### أبطال السجن
- عبد الهادي الصباغ
- حسن دكاك
- عابد فهد [6]
- صباح عبيد[9]
- حسام يونس
- فاروق الجمعات
- أسعد جابر (بدور المطرب)
- طارق الشيخ

### مكتب المحاماة
- عبد الحكيم قطيفان
- نجاح سفكوني
- فؤاد شرابجي

### مكتب المحقق
- توفيق العشا
- جورج حداد
- صبحي الرفاعي
- فاضل وفائي

### بالإشتراك مع
- فيلدا سمور
- توفيق عزيز
- وليد حبال ( بدور ربحي)
- حسان أبو عياش[10] ( مهندس ديكور)
- جهاد المنجد منفذ ديكور [3]
- ردينة ثابت سويداني (مكياج)
- طريف أيوبي(مساعد مخرج)